# Poirier (Klimt)
Pour les articles homonymes, voir Poirier (homonymie) et Birnbaum.
Poirier (en allemand : Birnbaum) est un tableau du peintre autrichien Gustav Klimt, faisant partie de son Cycle d'or. Ce tableau a été peint en 1903, et il est aujourd'hui conservé au musée Busch-Reisinger, partie des musées d'Art d'Harvard, aux États-Unis. Klimt achève cette peinture au cours de son séjour à Litzlberg sur le Lac Attersee.